# Ekaterina Šichova
Ekaterina Vladimirovna Šichova (in russo Екатерина Владимировна Шихова?, traslitterazione anglosassone approssimata Yekaterina Shikhova; Kirov, 25 giugno 1985) è una pattinatrice di velocità su ghiaccio russa.

## Palmarès

### Olimpiadi
- 1 medaglia:
  - 1 bronzo (inseguimento a squadre a Soči 2014).

### Campionati mondiali completi
- 1 medaglia:
  - 1 bronzo (Hamar 2013).

### Campionati europei
- 3 medaglie:
  - 1 ori (1000m a Kolomna 2018);
  - 2 argenti (1500m e Inseguimento a squadre a Kolomna 2018).

### Coppa del Mondo
- Miglior piazzamento in classifica generale: 14ª nel 2012.
- Miglior piazzamento nella Coppa del Mondo dei 1500 m: 6ª nel 2012.
- Miglior piazzamento nella Coppa del Mondo dei 1000 m: 6ª nel 2010.
- Miglior piazzamento nella Coppa del Mondo dei 3000 e 5000 m: 28ª nel 2013.
- Miglior piazzamento nella Coppa del Mondo dei 500 m: 35ª nel 2010.
- 14 podi (3 nei 1000 m, 3 nei 1500 m, 8 nell'inseguimento a squadre):
  - 4 vittorie (2 nei 1000 m, 2 nell'inseguimento a squadre);
  - 4 secondi posti (1 nei 1500 m, 3 nell'inseguimento a squadre);
  - 6 terzi posti (1 nei 1000 m, 2 nei 1500 m, 3 nell'inseguimento a squadre).

#### Coppa del Mondo - vittorie
| Data             | Luogo          | Stato       | Disciplina                                                         |
| ---------------- | -------------- | ----------- | ------------------------------------------------------------------ |
| 13 dicembre 2009 | Salt Lake City | Stati Uniti | Inseguimento a squadre (con Ekaterina Abramova e Galina Lichačova) |
| 7 marzo 2010     | Erfurt         | Germania    | 1000 m                                                             |
| 14 marzo 2010    | Heerenveen     | Paesi Bassi | 1000 m                                                             |
| 12 febbraio 2012 | Hamar          | Norvegia    | Inseguimento a squadre (con Ekaterina Lobyševa e Julija Skokova)   |